# Dilomilis elata
Dilomilis elata är en orkidéart som först beskrevs av George Bentham, och fick sitt nu gällande namn av Victor Samuel Summerhayes. Dilomilis elata ingår i släktet Dilomilis och familjen orkidéer. Inga underarter finns listade i Catalogue of Life.